# Douglas XTB2D Skypirate
Douglas TB2D Skypirate (còn gọi là Devastator II) là một loại máy bay ném bom ngư lôi dự định trang bị cho lớp tàu sân bay Midway và Essex của Hải quân Hoa Kỳ.

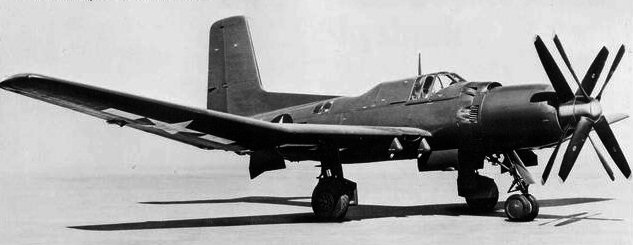
XTB2D-1.

## Tính năng kỹ chiến thuật (TB2D Skypirate)

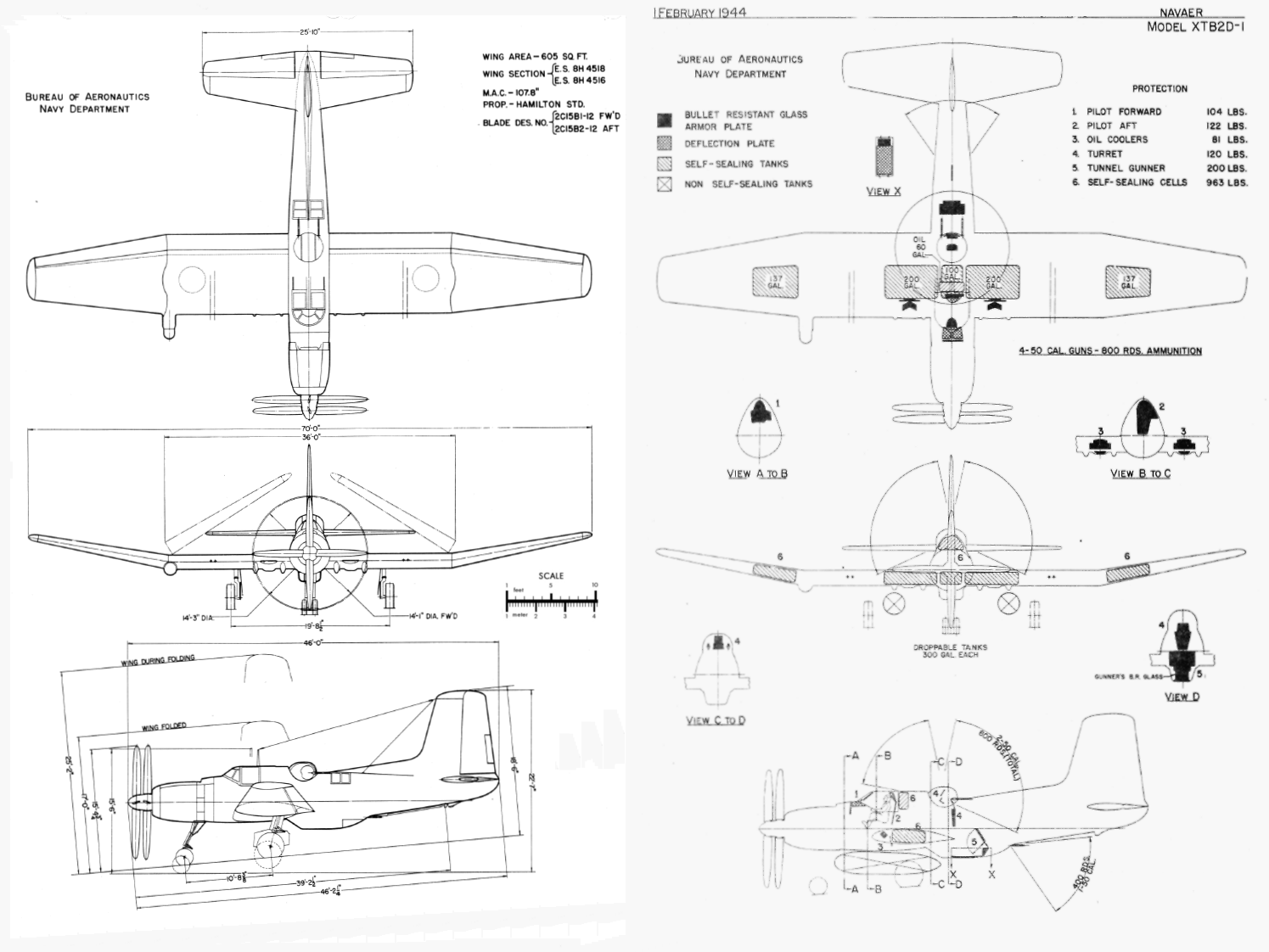

Dữ liệu lấy từ McDonnell Douglas Aircraft since 1920 
Đặc điểm tổng quát
- Kíp lái: 3
- Chiều dài: 46 ft 0 in (14,02 m)
- Sải cánh: 70 ft 0 in (21,34 m)
- Chiều cao: 22 ft 7 in (6,88)
- Diện tích cánh: 605 ft² (56,2 m²)
- Trọng lượng rỗng: 18.405 lb (8.348 kg)
- Trọng lượng có tải: 28.545 lb (12.948 kg)
- Trọng lượng cất cánh tối đa: 34.760 lb (15.767 kg)
- Động cơ: 1 × Pratt & Whitney R-4360-8 Wasp Major kiểu động cơ piston bố trí tròn, 3.000 hp (2.238 kW)

 Hiệu suất bay 
- Vận tốc cực đại: 340 mph (296 kn, 546 km/h)
- Vận tốc hành trình: 168 mph (146 kn, 270 km/h)
- Tầm bay: 1.250 mi (1.087 nmi, 2.013 km)
- Trần bay: 24.500 ft (7.450 m)
- Vận tốc lên cao: 1.390 ft/phút (7,2 m/s)

Trang bị vũ khí

- Súng: 7 × súng máy.50 in (12.7 mm)
- Bom: Lên tới 8.400 lb (3.810 kg) bom hoặc 4 ngư lôi